# Friedrich-Eckart-Straße (München)
Die Friedrich-Eckart-Straße ist eine Innerortsstraße im Stadtbezirk Bogenhausen (Nr. 13) von München.

## Verlauf
Die in etwa in Nord-Süd-Richtung verlaufende Friedrich-Eckart-Straße setzt die historische Verbindung Johanneskirchen (ehemals Flaschenträgerstraße, jetzt Freischützstraße) über Englschalking und weiter über die Ostpreußenstraße bis Denning nach Süden bis Zamdorf fort. Südlich schließt sich die Hultschiner Straße an, die die Bundesautobahn 94 und die Bahnstrecke München–Simbach am S-Bahnhof Trudering quert und über Baumkirchen nach Berg am Laim führt. Die Friedrich-Eckart-Straße kreuzt dabei den Grünzug des Denninger Angers und durchquert die ab 1934 als Erwerbslosensiedlung errichtete Kolonialsiedlung (Afrikasiedlung). Die Hausnummerierung beginnt am südlichen Anfang an der Kreuzung mit der Eggenfeldener Straße (ehemals Teil der Riemer Straße), die Nummern steigen bis zur Denninger Straße an.

## Geschichte
Die Straße ist eng mit der Konservenfabrik Eckart verbunden. Im Anwesen Zamdorf Nr. 13 (heute Friedrich-Eckart-Straße 35), einem früheren Ziegeleigrundstück, das 1897 durch den namensgebenden Kommerzienrat und Fabrikbesitzer erworben wurde, wurde 1910 eine Konserven-, Fruchtsaft- und Marmeladenfabrik vom Sohn Friedrich Eckart eröffnet. Ein Spross der Familie mit Werner und Otto Eckart gründete später die Pfanni-Werke, ursprünglich auf einem Gelände östlich des Ostbahnhofs (heute Werksviertel). Die Konservenfabrik wurde 1964 stillgelegt. Auf dem Gelände zog das Gleisbauunternehmen Deutsche Plasser Bahnbaumaschinen GmbH ein.

## Namensgeber
Die Straße ist seit 1934 nach dem Mitglied des Münchner Gemeindebevollmächtigten-Kollegiums, Chemiker und Fabrikbesitzer Friedrich Eckart (1823–1907) benannt.

## Öffentlicher Verkehr

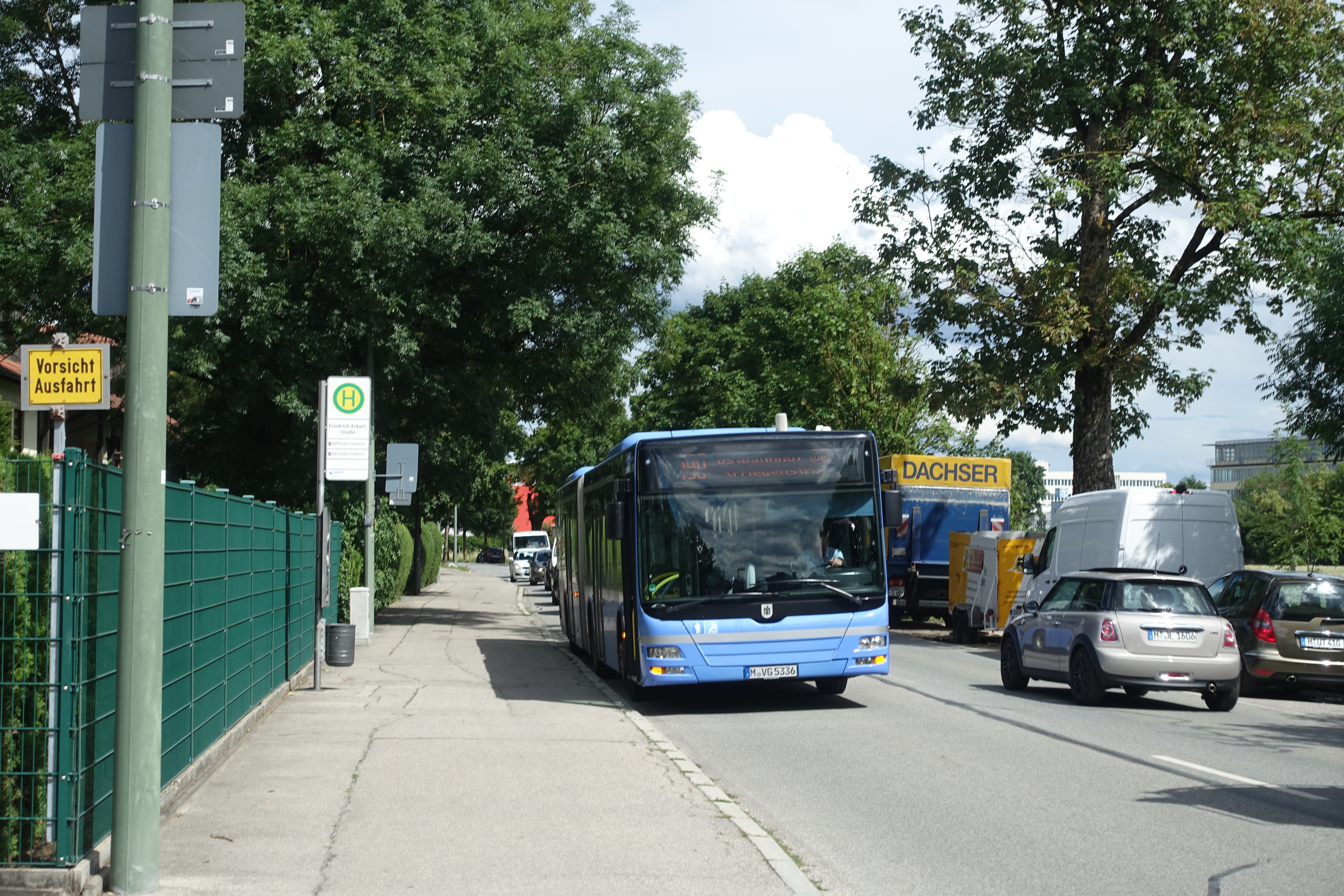
Stadtbus 190 in der Friedrich-Eckart-Straße

Durch die Friedrich-Eckart-Straße fahren mehrere Stadtbuslinien.

## Gebäude
An der Friedrich-Eckart-Straße stehen keine denkmalgeschützten Gebäude.
Weitere Gebäude:
- Nr. 35: frühere Konservenfabrik, jetzt Plasser (siehe unter Geschichte)

## Kirche
- Katholische Kirche St. Klara (Zamdorf), Friedrich-Eckart-Straße 9 (Zugang über die Bennigsenstraße)

## Brunnen

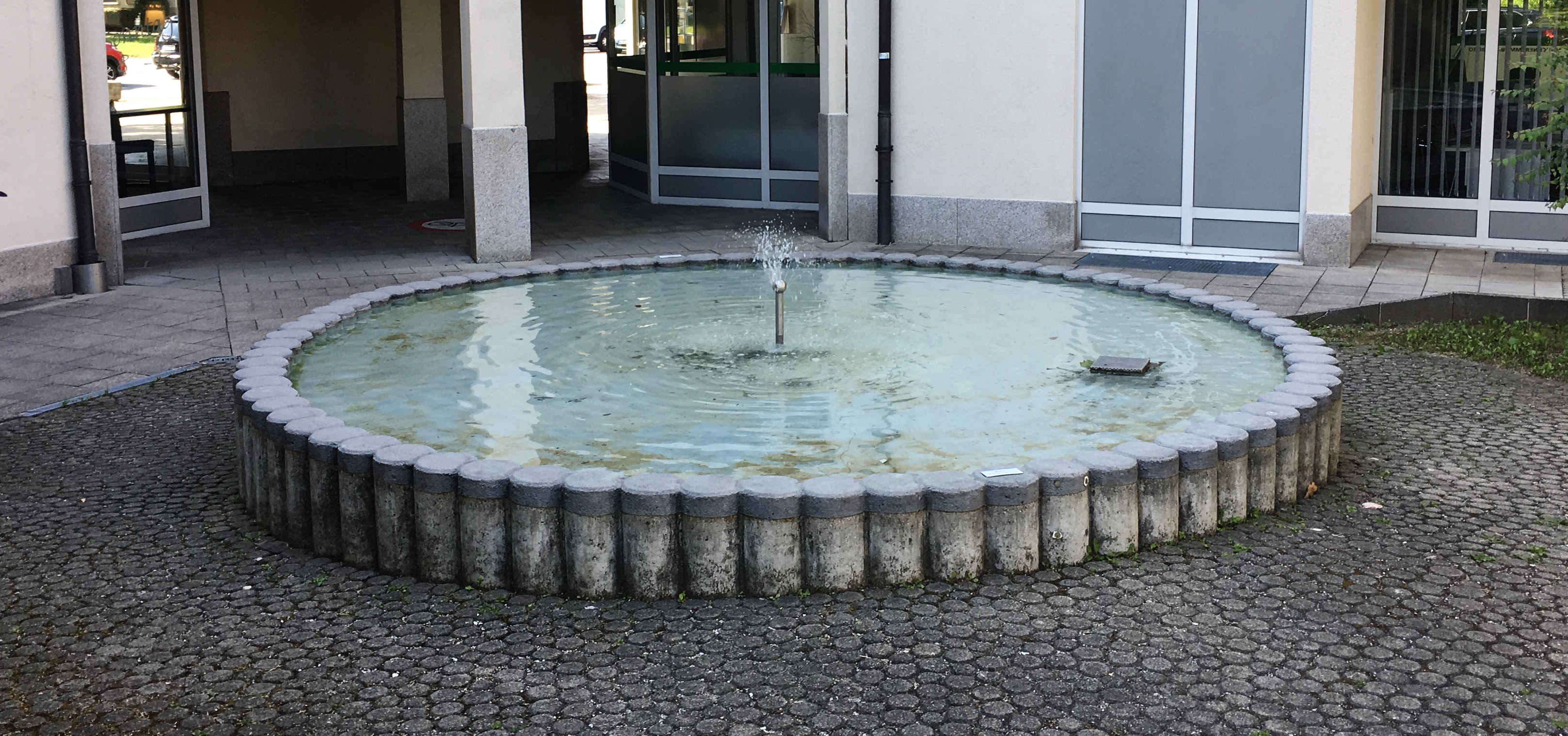
Brunnen bei Nr. 62

- Brunnen bei Hausnr. 62